# Domenico Dragonetti

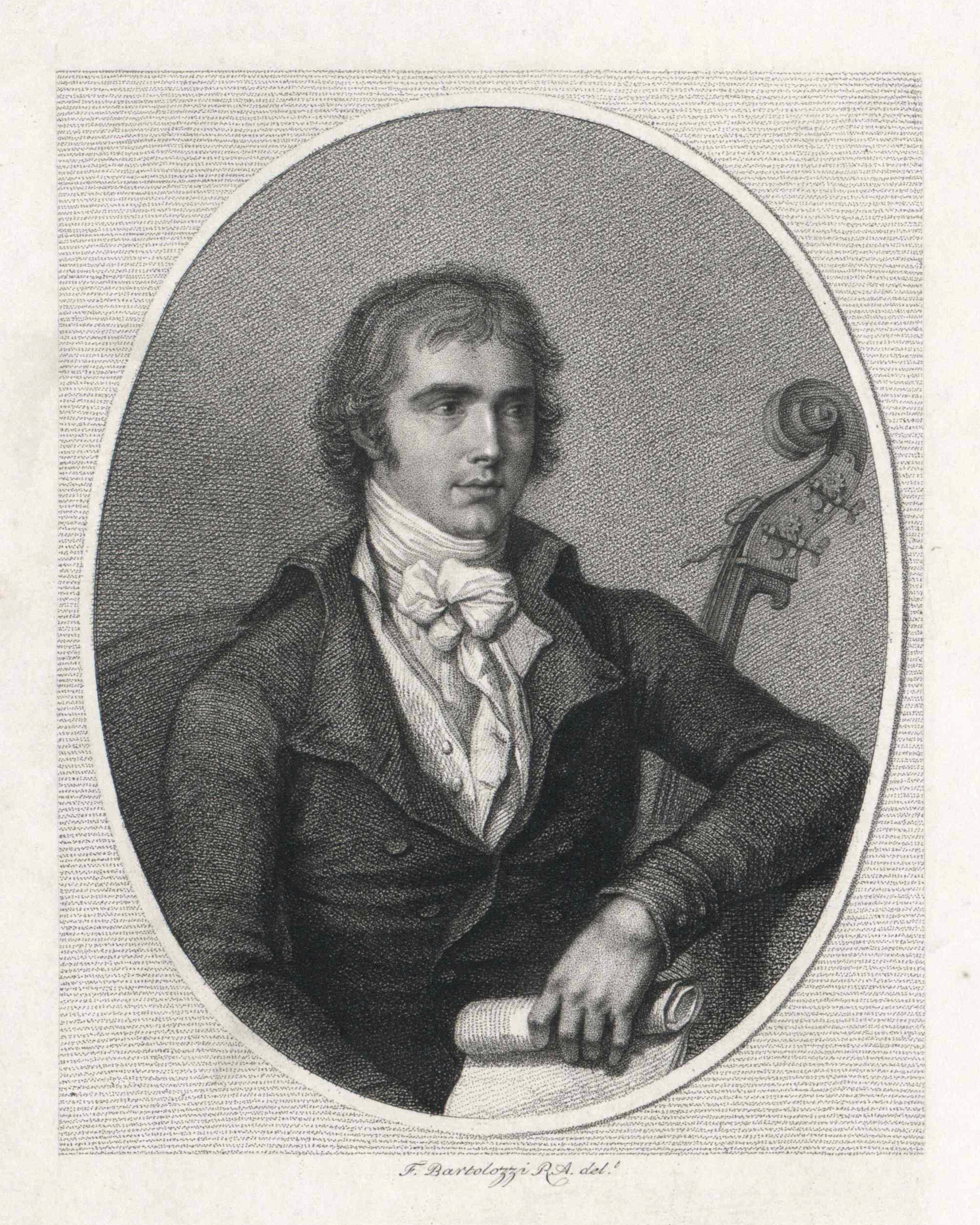
Domenico Dragonetti con su contrabajo de Gasparo da Salò.

Domenico Dragonetti (Venecia, 7 de abril de 1763 - Londres, 16 de abril de 1846), fue un contrabajista y compositor italiano.

## Biografía
Dragonetti nació en Venecia, hijo de Pietro Dragonetti, un barbero amante de la música, y Calegari Caterina. Comenzó por su cuenta a tocar la guitarra y el contrabajo utilizando los instrumentos de su padre. Empezó a tocar además el violín. Doretti, violinista y compositor, apercibió el talento del muchacho y lo contrató para exhibirlo ante el público veneciano.

### Periodo veneciano
A los doce años fue llevado a Michele Berini, el mejor profesor de contrabajo en Venecia; tras once lecciones, resolvió que su alumno ya estaba suficientemente preparado para ser un profesional. A los trece años, de hecho, fue nombrado contrabajista principal de la Ópera bufa de Venecia y a los catorce ya era contrabajo principal de la Gran Ópera Seria del teatro de San Benedetto. A los dieciocho pasó a formar parte del cuarteto de Tommasini en Treviso, también en el Véneto. Morosini, procurador de San Marcos, solicitó una prueba para que entrara en la capilla de la Basílica de San Marcos para sustituir a Berini, y fue admitido en 1784, permaneciendo en ella hasta el 13 de septiembre de 1787 como el último de los cinco contrabajos, con un salario anual de 25 ducados. Por entonces entabló una profunda amistad con el violinista Nicola Mestrino, con quien hizo numerosos experimentos sobre la acústica del violín y el contrabajo; además crearon caprichos y otras composiciones breves.
El zar le hizo una propuesta de trabajo que él aprovechó para hacerse valer y que le subieran el sueldo en San Marcos. Comenzó además a componer e interpretar solo y se encargó de dirigir un festival de música convocado con motivo de la visita de varios soberanos a la República de Venecia, y se ganó el particular aprecio de la reina de Nápoles.
Fue contratado por el Gran Teatro de la Ópera de Vicenza, y allí se compró un contrabajo que había pertenecido a Gasparo da Salò (1542-1609), según algunas fuentes maestro del lutier Andrea Amati y que habían conservado las Hermanas Benedictinas del Monasterio de San Pietro di Vicenza; este instrumento forma parte ahora de la colección de la Basílica de San Marcos.
Se le concedió una licencia de un año, luego ampliada a tres años, para tocar en el Teatro de su Majestad de Londres. Sin embargo la ocupación francesa le impidió volver a Venecia hasta 1814.

### El periodo londinense (1794-1846)
Abandonó Venecia el 16 de septiembre de 1794 y comenzó a trabajar en el Teatro de su Majestad el 20 de octubre de 1794, interpretando la ópera Zenobia en Palmira dirigida por su propio compositor, Giovanni Paisiello, el 20 de diciembre de 1794. Se las arregló para establecerse allí y se convirtió en íntimo del príncipe consorte y el Duque de Leinster. Entre 1816 y 1842 ofreció cuarenta y seis conciertos con la Real Sociedad Filarmónica. A partir de 1804 participó de modo regular en todos los festivales musicales ingleses, lo que le dio fama en toda Europa gracias a su trabajo conjunto con el violonchelista Robert Lindley. Se le considera un virtuoso del instrumento, ya que tenía una técnica extraordinaria con el arco. Gracias a esta técnica desarrolló un staccato percussivo que hasta entonces era desconocido. Colaboró entre otros con Mendelssohn, Liszt, Rossini y Paganini. 
Entre sus composiciones hay que señalar ocho conciertos, más de treinta quintetos para cuerdas y contrabajo, numerosas composiciones para contrabajo solista o con acompañamiento de orquesta o piano.
Con ocasión del segundo viaje a Londres de Joseph Haydn (entre 1794 y 1795), Dragonetti hizo amistad con él e, invitado a Viena, en 1799 Dragonetti le devolvió la visita, aprovechando además para tener un célebre encuentro con Beethoven. Interpretó con este último dos obras para violoncelo del maestro de Bonn, aunque al contrabajo. Hizo además otros viajes a Viena: en 1808 y 1809 trabajó allí con Simon Sechter, que fue organista de la corte en 1824 y profesor en el Conservatorio de Viena en 1851. El último viaje fue en 1813. En ese año, el 8 de diciembre de 1813, dirigido por Beethoven, participó en la Séptima sinfonía y en la creación de La victoria de Wellington. Incluso en agosto de 1845, ya con ochenta y dos años, estuvo en el festival Beethoven de Bonn, donde Berlioz tuvo ocasión de conocerlo.
La fama también le proporcionó riqueza, ya que se le pagaba el doble, o incluso el triple, que a los demás músicos. Coleccionaba instrumentos musicales, pinturas y antigüedades, y a su muerte, legó su rica biblioteca musical y sus manuscritos a su amigo Vincent Novello.
Dragonetti murió en Leicester Square a la edad de ochenta y tres años, el 16 de abril de 1846. El 23 de abril de 1846 fue enterrado en la Iglesia Católica de Santa María en Moorfields. Sus restos mortales se trasladaron al cementerio católico de Wembley en 1889.

## Obras
Incluso cuando se fue de Venecia, compuso muchas obras, que fueron vendidos a coleccionistas, sin embargo, muchas han desaparecido. Actualmente se puede encontrar una buena parte en la Biblioteca Británica:
- Adagio y Rondó en La mayor para contrabajo y orquesta.
- Andante y Rondó para contrabajo y cuerda.
- Concierto n º. 5 en La mayor, para contrabajo y orquesta.
- Gran Allegro.
- Gran Allegro para contrabajo y piano.
- Minueto para contrabajo y piano (Allegro).
- Obras para contrabajo y piano.
- Sonata para contrabajo y piano.
- Allegretto para contrabajo y piano.
- Solo en Mi menor para contrabajo y piano.
- Adagio y Rondó en los principales para contrabajo y piano.
- Concierto en Sol mayor (Andante, Alegretto) para contrabajo y orquesta.
- Serenata para piano e instrumentos de cuerda.
- Solo en Re mayor para contrabajo y piano.
- Como una pieza de concierto.
- 12 valses para contrabajo.